# Amanda Black

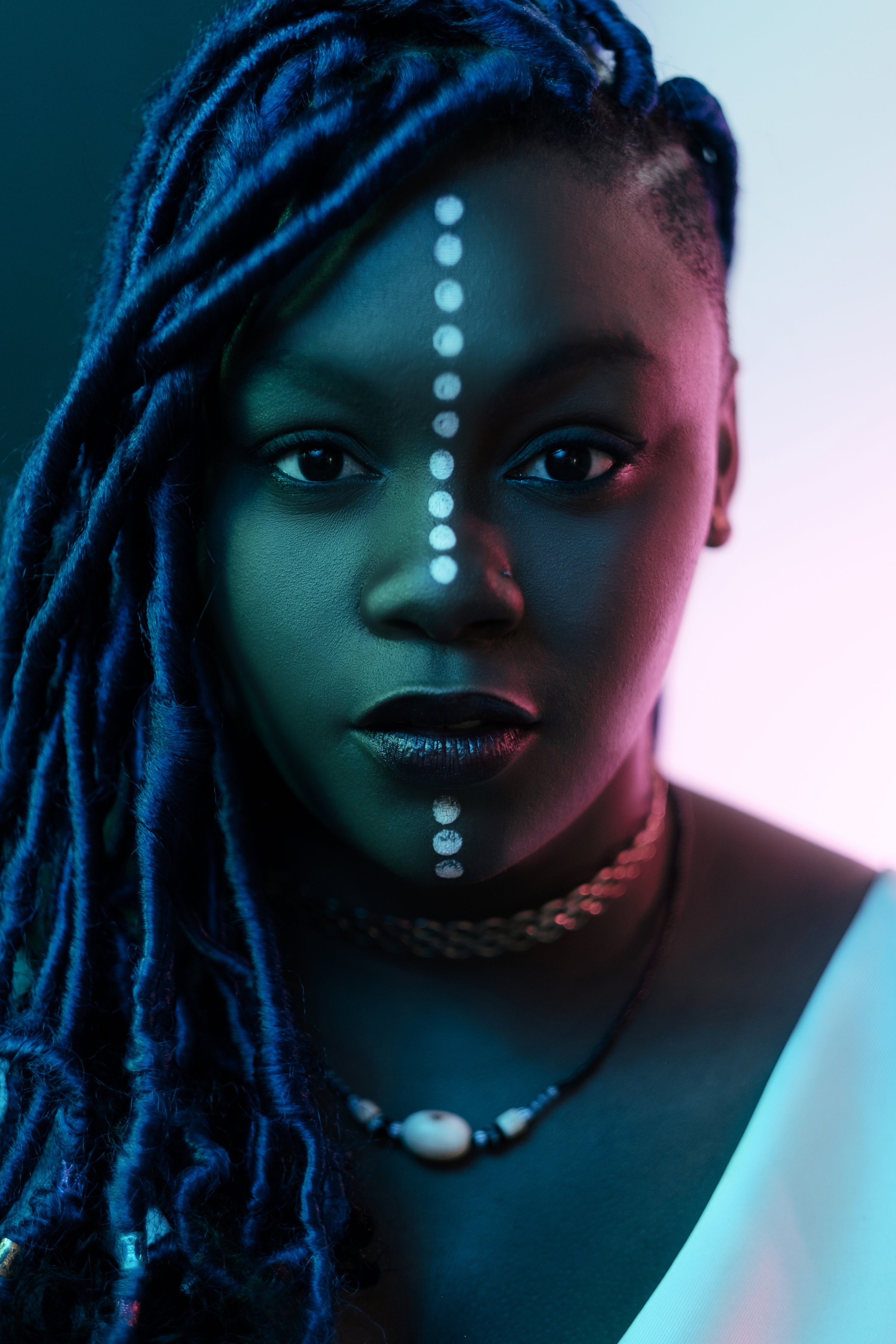
Amanda Black, Blue and Pink

Amanda Benedicta Antony (nascida em 24 de Julho de 1993), popularmente conhecida pelo nome artístico Amanda Black, é uma cantora e compositora sul-africana e artista de gravação que alcançou o reconhecimento em 2016 após o lançamento de seu single "Amazulu", que foi nomeado em vários prêmios de música. Seu álbum de estúdio de estreia  Amazulu ganhou disco de platina três semanas após o lançamento. Ela atualmente assinou com a Ambitiouz Entertainment desde 2016.